# Friedrich Geselschap
Friedrich Geselschap (Wesel, 3 de mayo de 1835-Roma, 31 de mayo de 1898) fue un pintor alemán de temas históricos.

## Biografía
Friedrich Geselschap provenía de una familia de comerciantes de Wesel. Después de la temprana muerte de sus padres vivió desde 1850 en Silesia. Geselschap estudió en Dresde y Düsseldorf con Theodor Mintrop, un amigo de su hermano mayor Edward (1814-1878), y en la Academia de Arte de Düsseldorf con Friedrich Wilhelm Schadow y Eduard Bendemann. En 1866 se trasladó a Italia, donde se dedicó especialmente al estudio de la pintura monumental. Después se estableció en Berlín donde, al principio se dedicó al decorado de casas particulares; más tarde se dio a conocer por haber ganado el concurso para las pinturas murales del Kaiserpfalz Goslar (Alemania, 1877). La tumba de Geselschap está en el cementerio protestante de Roma. La lápida de elaborado diseño es obra del escultor berlinés Rudolf Siemering.

## Obra
Entre sus obras principales figuran las siguientes:

### Cuadros
- Beethovens Geburt

### Pinturas decorativas y mosaicos
- Ruhmeshalle Berlin (im Zeughaus)
- Friedenskirche Potsdam
- Hauptsaales des Hamburger Rathauses
- Berliner Kaiser-Wilhelm-Gedächtniskirche